# فلسطین (کارولینای شمالی)
فلسطین (به انگلیسی: Palestine) یک منطقهٔ مسکونی در ایالات متحده آمریکا است که در کارولینای شمالی واقع شده‌است. فلسطین ۱۸۰٫۱۴ متر بالاتر از سطح دریا واقع شده‌است.